# Quercus sapotifolia
Espèce
Synonymes
- Quercus acutifolia var. microcarpa A.DC.[1]
- Quercus bumelioides Liebm.[1]
- Quercus correpta Trel.[1]
- Quercus donnell-smithii Trel.[1]
- Quercus elliptica Liebm. ex A.DC.[1]
- Quercus microcarpa Liebm.[1]
- Quercus parviglans Trel.[1]
- Quercus siguatepequeana Trel.[1]
- Quercus totutlensis A.DC.[1]
- Quercus wesmaelii Trel.[1]

Statut de conservation UICN

 LC  : Préoccupation mineure
Quercus sapotifolia est une espèce de chênes du sous-genre Quercus et de la section Lobatae. L'espèce est présente au Mexique, au Belize, au Guatemala, au Salvador, au Costa Rica, au Nicaragua et au Panamá.